# Trípode

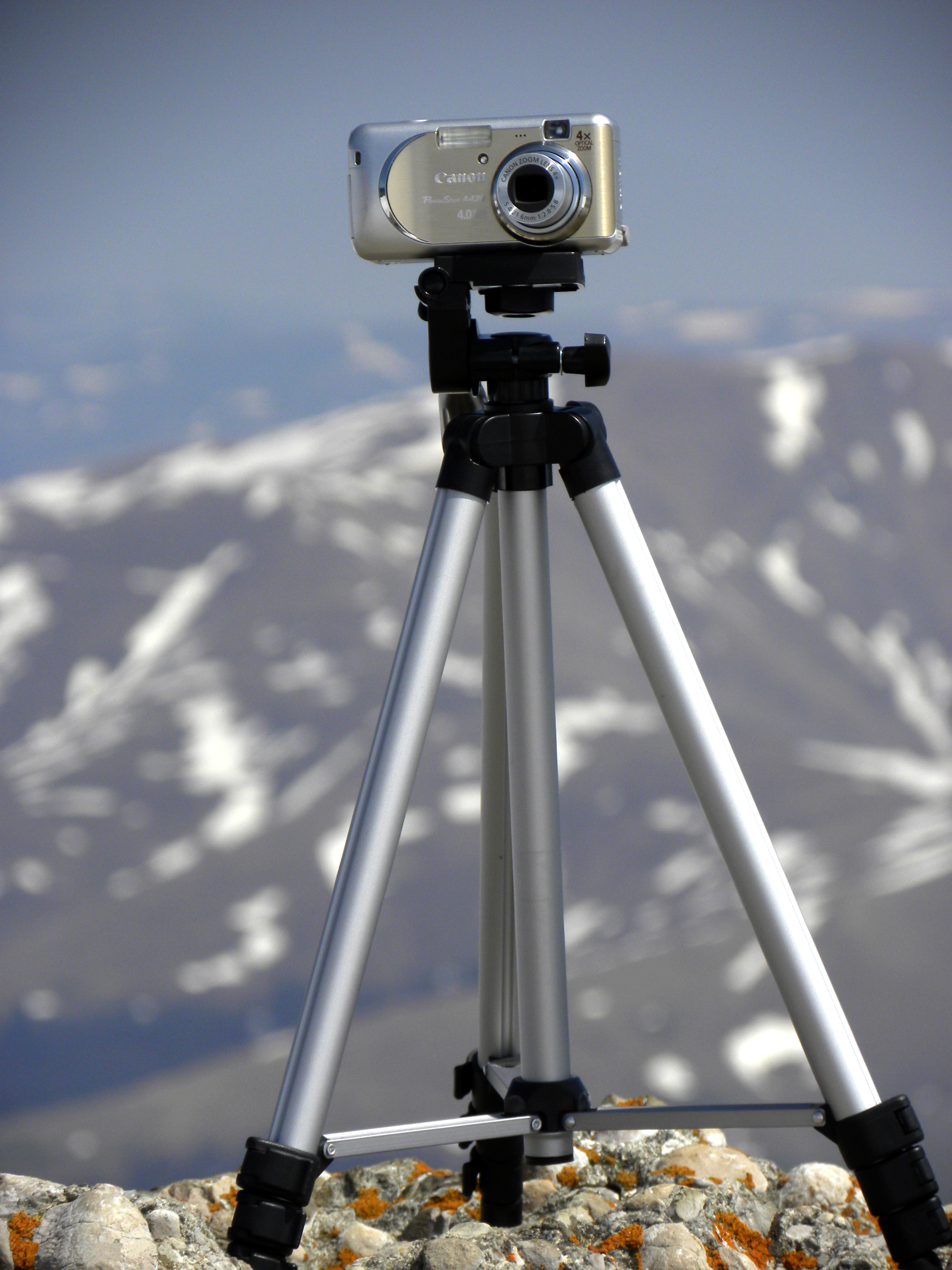
Trípode fotográfico.

Se denomina trípode o tripié a aquel aparato de tres patas y parte superior circular o triangular, que permite estabilizar un objeto y evitar el movimiento propio de este. La palabra se deriva de tripous, palabra griega que significa ‘tres pies’.
La principal ventaja del uso de tres patas es que, independientemente de su construcción y la superficie de apoyo, todas sus patas apoyan siempre.  Esto los hace sumamente estables y adaptables a cualquier terreno, otorgándoles transportabilidad.
Se usan en diversas situaciones, desde mesas, banquetas o marcos para sostener otros elementos (Trípode (mueble)), hasta para sostener instrumentos de precisión o que por su uso requieren estabilidad, como ser cámaras, telescopios, teodolitos, etcétera.

## Utilidad en fotografía y cine
Con la ayuda de un trípode fotográfico es posible estabilizar la cámara y cambiar cómodamente su altura, incrementándola si es necesario más arriba de la estatura del fotógrafo. Permite fijar la cámara en cualquier posición, y evita la trepidación en el momento de oprimir el botón de disparo. Los trípodes diseñados para ser usados con cámaras de vídeo van provistos con un nivel de burbuja que permite comprobar la horizontalidad necesaria para realizar panorámicas. 
La cabeza del trípode debe poder moverse según tres ejes. Es ventajoso que cuente con una zapata que se fija a la cámara y un mecanismo de enclavamiento rápido que permita ensamblarla y desensamblarla para poder usarla en mano. 
Si se usan en estudios de grabación de cine o televisión, pueden ir montados sobre ruedas, para facilitar su traslado. 

### Paso de rosca
El estándar actual sigue la norma ISO 1222:2010. El paso de rosca es del tipo 1/4-20 UNC para poder fijar cámaras de segmentos medios, o 3/8-16 UNC si se destina al uso con cámaras, teleobjetivos u otros accesorios de uso profesional.  Algunos modelos disponen de un adaptador extraíble o retráctil 3/8-16 UNC sobre la rosca 1/4-20 UNC, lo que permite usarlo con ambos tipos de cámara.
Anteriormente, el estándar para fijar las cámaras antiguas pequeñas en su trípode era el paso 1/4-20 BSW y para cámaras grandes y fuelles "pan&tilt" era el paso 3/8-16 BSW. Los perfiles de rosca BSW y UNC son similares, por tanto se puede montar una cámara moderna en un trípode antiguo y viceversa.

## Trípode de laboratorio
En química y en laboratorio, se utiliza cuando no se tiene el soporte universal para sostener objetos con firmeza. Es ampliamente utilizado en varios experimentos. La finalidad que cumple en el laboratorio es solo una, ya que su principal uso es como herramienta de sostén a fin de evitar el movimiento. Sobre la plataforma del trípode se coloca una tela de amianto para que la llama no dé directamente sobre el vidrio y se difunda mejor el calor. 
- De rejillas: sobre él se coloca la rejilla y el vaso o erlenmeyer. El mechero se coloca debajo.

## Otros

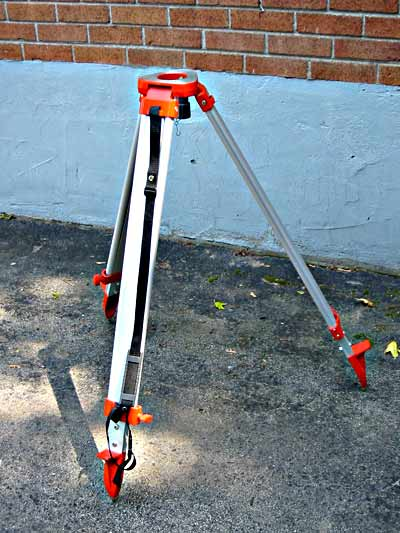
Un trípode topográfico con correa de transporte.

- Trípodes topográficos: es el soporte para diferentes instrumentos de medición como teodolitos, estaciones totales, niveles o tránsitos. Cuenta con tres pies de madera o metálicas que son extensibles y terminan en regatones de hierro con estribos para pisar y clavar en el terreno. Deben ser estables y permitir que el aparato quede a la altura de la vista del operador 1,40 m - 1,50 m. Son útiles también para aproximar la nivelación del aparato.
- Trípodes para telescopios: son aparatos que permiten darle estabilidad a los telescopios en cualquier terreno.  El trípode sostiene una montura sobre la que se coloca el telescopio.  La función de la montura es ofrecerle libertad de rotación necesaria para su orientación.
- Trípodes de anillos: son anillos de hierro con tres patas, que sirven principalmente para colocar vasijas al fuego. Se consideran accesorios de este, los triángulos refractarios con tubos de gres, mallas metálicas y mallas de asbesto que se colocan sobre ellos.